# Praça Otávio Rocha

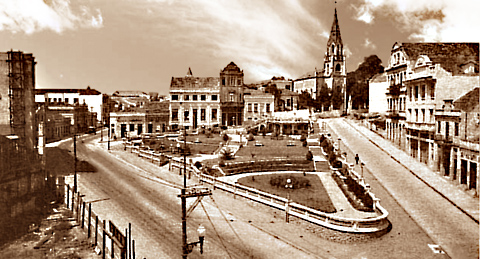
A praça em 1930, na época do término das obras de ligação da Otávio Rocha com a então Rua São Rafael, mostrando árvores recentemente plantadas. Ao fundo, a antiga Igreja Luterana, de 1865, demolida nos anos 70

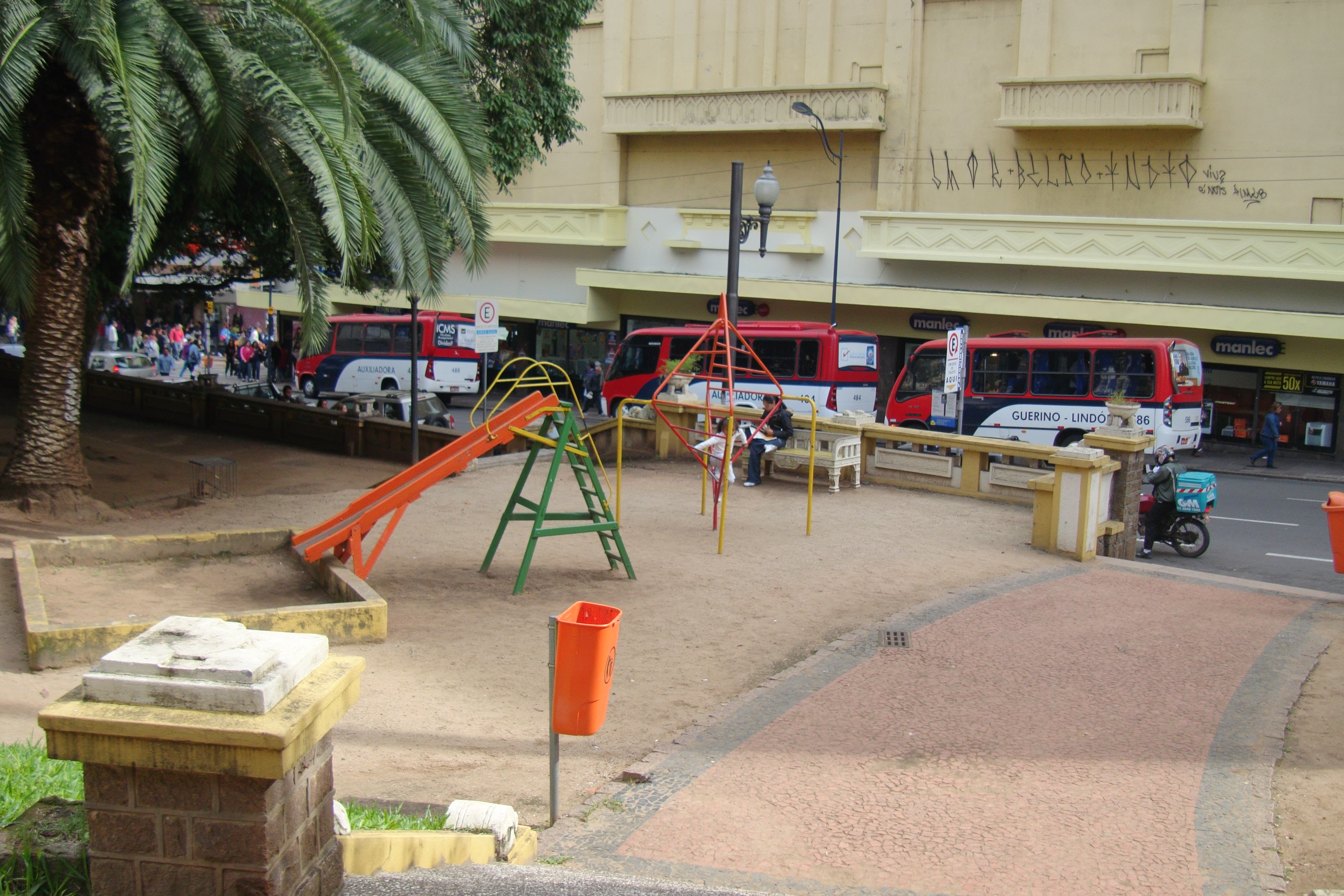
Playground da Praça Otávio Rocha

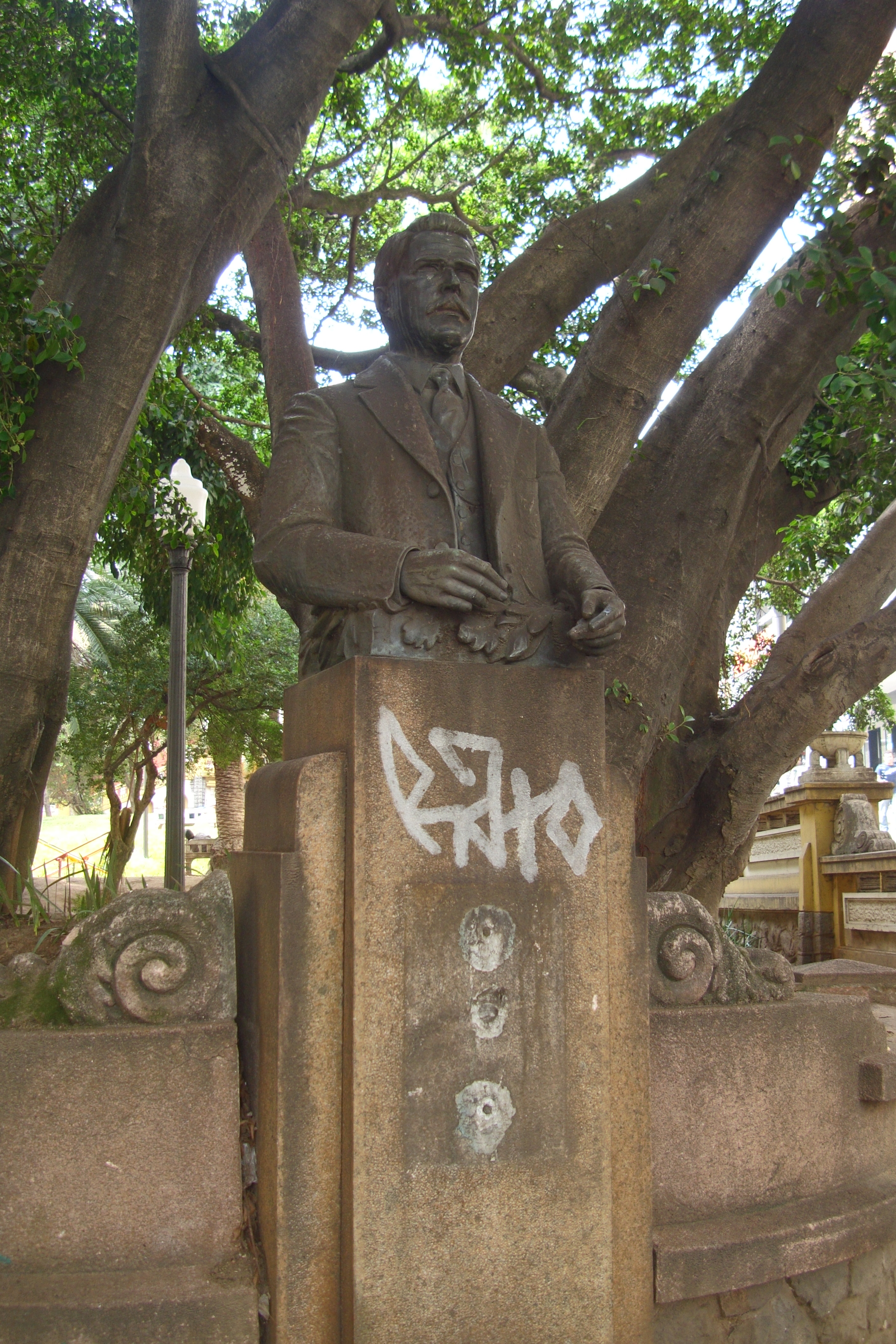
Monumento a Otávio Rocha na praça de mesmo nome

A Praça Otávio Rocha é uma praça da cidade de Porto Alegre, capital do estado do Rio Grande do Sul.
Está localizada em área de especial interesse cultural, conforme o Plano Diretor de Desenvolvimento Urbano e Ambiental, e integra os bens inventariados da cidade.
Foi constituída da sobra de desapropriações feitas para abertura e alargamento da Avenida Otávio Rocha (antigo Beco 24 de Maio) e Avenida Alberto Bins (antiga São Rafael), que resultaram em um largo de forma triangular no encontro entre as duas avenidas. Recebeu o atual nome em homenagem a Otávio Rocha, através do decreto 256 de 1932, na administracão de Alberto Bins.
No local existe, um monumento constituído por um busto em bronze do homenageado, esculpido por André Arjonas. O monumento foi inaugurado em 28 de fevereiro de 1939. 
A praça possui estilo eclético, com passeios pavimentados em pedra portuguesa trabalhada, tendo seu alinhamento definido por balaustrada de alvenaria, típica da urbanização do final do século XIX e início do século XX. Seu entorno é composto por algumas edificações que datam da época de sua urbanização; o restante se consolidou na década de 1950.